# Прайморіал

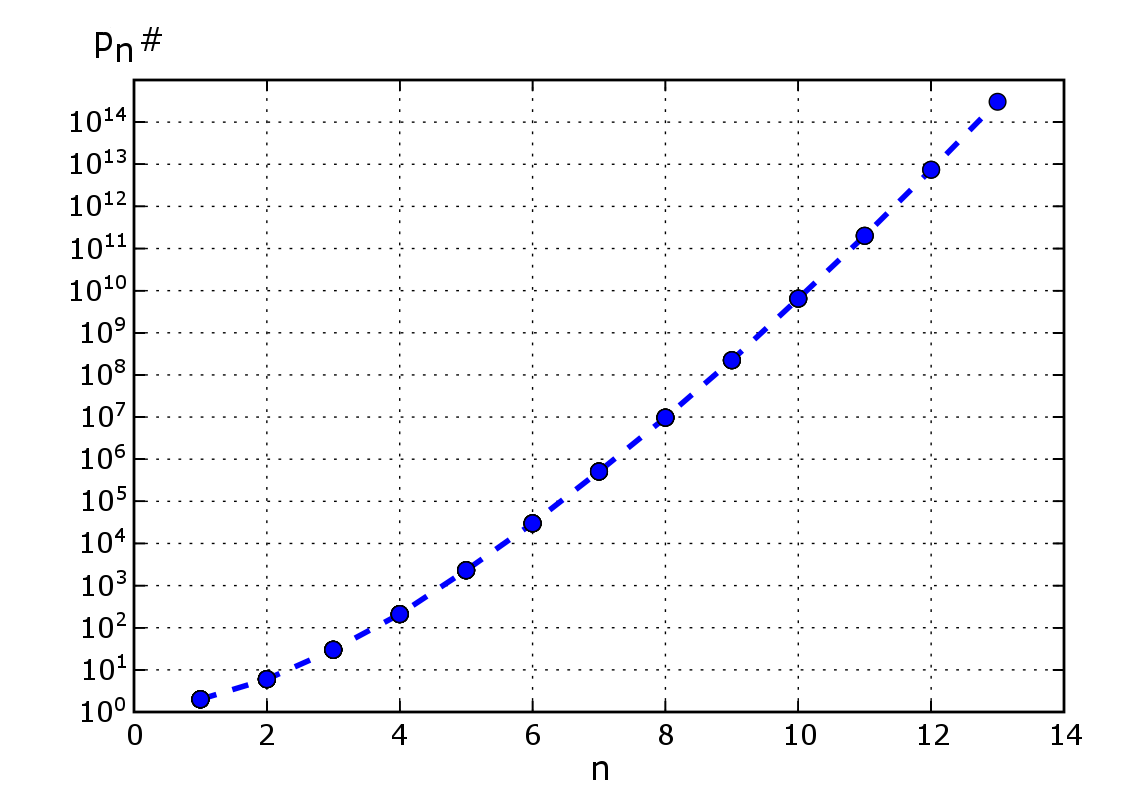
p_{n}# як функція n на логарифмічній шкалі

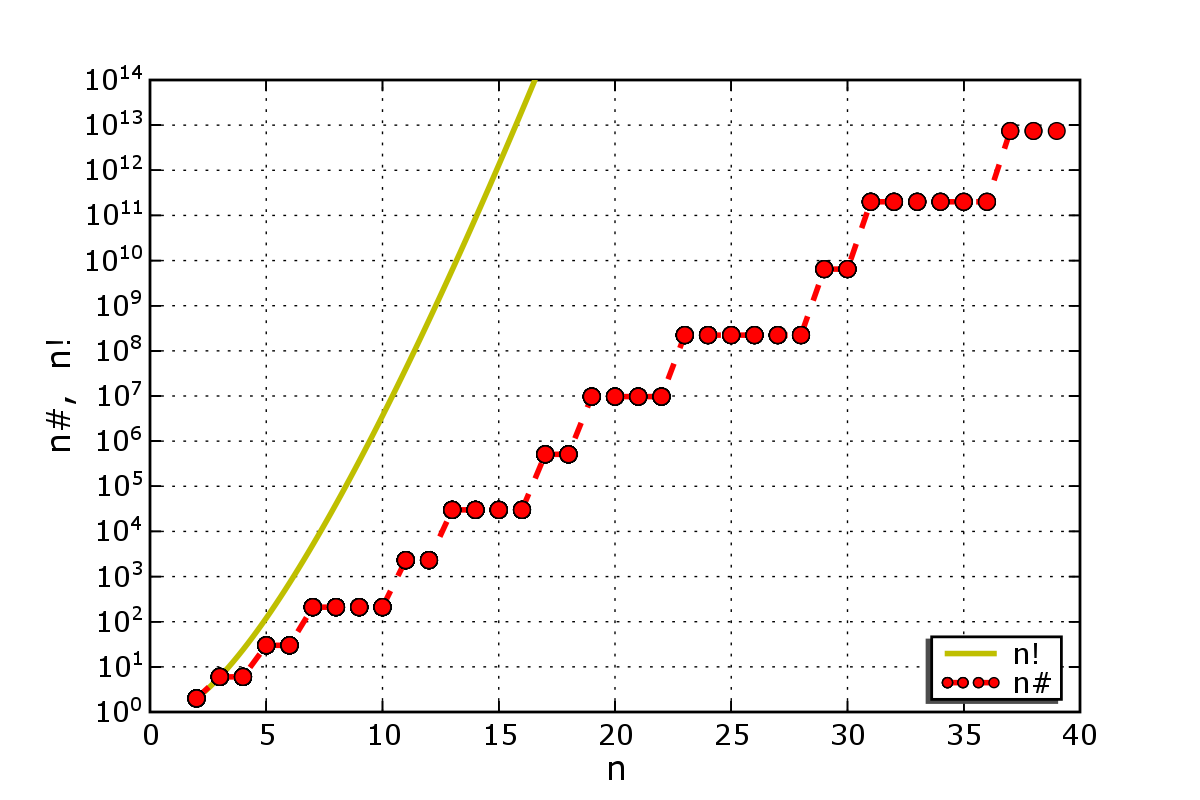
n# як функція n (виділено червоним), у порівнянні з n!. Логарифмічна шкала.

Прайморіал (англ. Primorial, іноді іменується також «приморіал») — в теорії чисел функція над рядом натуральних чисел, схожа з функцією факторіала, з різницею в тому, що прайморіал є послідовним добутком простих чисел, менших або рівних даному, тоді як факторіал є послідовним добутком усіх натуральних чисел, менших або рівних даному.
Термін «прайморіал» увів у науковий обіг американський інженер і математик Гарві Дабнер.